# Perfume (Megumi Hayashibara)
Perfume è il terzo album della cantante giapponese Megumi Hayashibara uscito il 5 agosto 1992 per la Starchild. Il disco è stato ripubblicato dalla King Records il 16 marzo 2005. L'album ha raggiunto la tredicesima posizione della classifica degli album più venduti in Giappone.

## Tracce
1. Megumi Island (メグミアイランド) - 4:34
2. Nemurenai Machi de (眠れない街で) - 3:55
3. Watashi ni Happy Birthday (私にハッピーバースデイ) - 4:09
4. Yasashisa wa Okurimono (優しさは贈りもの) - 4:55
5. Pot-Au-Feu ga Nitsumaru Mae ni (ポ ・ト ・フー が煮つまる前に) - 3:38
6. Ku Gatsu no Tobira (9月の扉) - 5:01
7. HOW HOW BEAR - 4:23
8. STRAY CAT - 3:45
9. Growing Up - 4:38
10. Hitomi ni Ginga (瞳に銀河) - 5:03
11. Summer Vacation - 4:29
12. Heart no Yukue - MEMORIES FOREVER (ハートの行方) - 4:09